# Fraser Forster
Fraser Gerard Forster (* 17. März 1988 in Hexham) ist ein englischer Fußballtorhüter. Mit etwas mehr als 2 Meter überdurchschnittlich groß gewachsen begann die Profikarriere zunächst schleppend als Ersatzkeeper bei Newcastle United. Bei seinen Leihengagements gelang ihm schließlich in der Mannschaft des schottischen Klubs Celtic Glasgow ab 2010 der sportliche Durchbruch. Dort gewann er drei schottische Meisterschaften in Serie (2012, 2013, 2014) sowie zweimal den Pokal (2011, 2013). Dazu wurde er ab 2012 erstmals in den Kader der englischen A-Nationalmannschaft berufen und debütierte im November 2013 in einem Länderspiel. Zuletzt spielte er für den englischen Erstligisten Tottenham Hotspur.

## Spielerkarriere

### Newcastle United

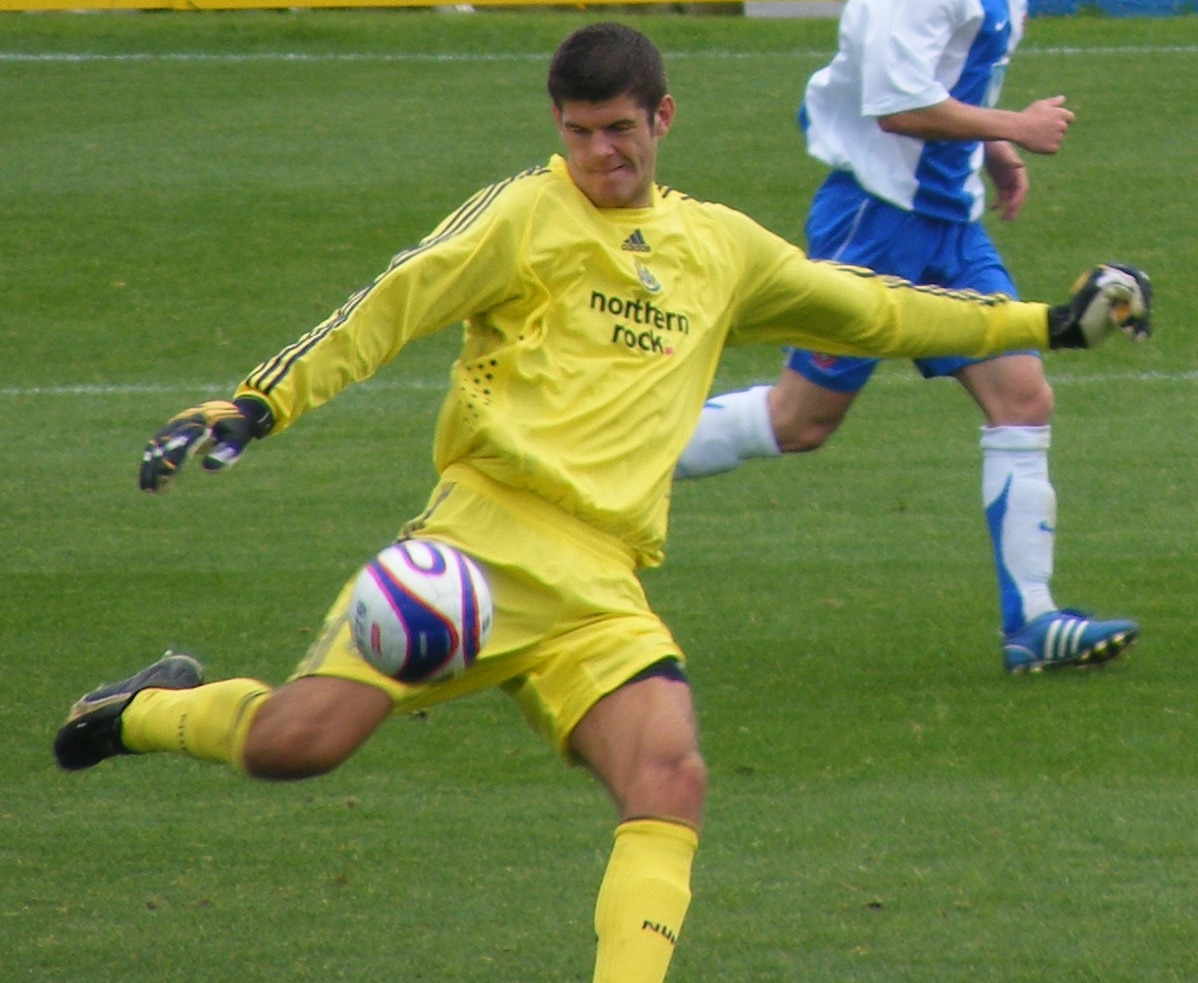
Fraser Forster im Trikot von Newcastle United (2008)

Geboren in der rund 40 Kilometer westlich von Newcastle-upon-Tyne gelegenen Stadt Hexham ging Forster auf der unabhängigen Royal Grammar School in Newcastle zur Schule. Sportliches Talent entwickelte er sowohl im Cricket- als auch im Rugbysport und die Torwartposition im Fußball entdeckte er erst im Alter von 13 Jahren. In seiner Familie spielte der Fußball nur eine untergeordnete Rolle und erschwerend kam zunächst hinzu, dass Forster nicht allzu groß war und die Trainer ihn bereits als zu klein aussortieren wollten. Als 15-Jähriger folgte jedoch ein massiver Wachstumsschub und es dauerte nicht lange, bis er sich dem renommierten Jugendklub Wallsend Boys Club anschloss. Von seiner Entwicklung dort nahmen die Talentscouts von Newcastle United Notiz und nach seinem Wechsel 2005 in die Nachwuchsakademie der „Magpies“ gab Forster seine akademischen Pläne schnell auf, um eine Profikarriere im englischen Fußball zu starten.
Die Entwicklung verlief zunächst zaghaft, denn die vor ihm in der Rangfolge postierten Shay Given, Steve Harper und Tim Krul verhinderten, dass er sich in der ersten Mannschaft beweisen konnte. Forster hatte sich in Geduld zu üben und zur Erlangung von Spielpraxis lieh ihn Newcastle am 2. Oktober 2008 an den Drittligisten Stockport County aus. Dort hatte er den für die walisische U-21-Auswahl aktiven Owain Fôn Williams zu vertreten und auch als dieser wieder zurückkehrte, behielt er seinen Platz in der Mannschaft. Insgesamt bestritt er sieben Pflichtspiele für die „Hatters“. Dabei hatte sein Debüt in der Football League Trophy gegen den FC Bury am 7. November 2008 noch mit einer 0:1-Niederlage geendet. Bei den letzten drei Ligaeinsätzen blieb er jedoch komplett ohne Gegentor und verhalf dem Klub zu zwei Siegen.
Da sich für Forster auch nach der Rückkehr nach Newcastle keine Möglichkeit jenseits des Reserveteams sowie der Ersatzbank der ersten Mannschaft eröffnete, folgte ab August 2009 das nächste Leihgeschäft. Innerhalb von gut drei Wochen stand er in vier Ligaspielen für den nächsten Drittligisten Bristol Rovers zwischen den Pfosten und hielt dabei zweimal seinen Kasten schadlos. Er strahlte mit seiner Statur großes Selbstbewusstsein aus und zeigte Talent, die Abwehr zu kommandieren und organisieren. Bristols Trainer Paul Trollope war von dem 21-Jährigen derart angetan, dass er sich verstärkt für eine Weiterbeschäftigung aussprach. Es folgten langwierige Verhandlungen mit der Vereinsführung von Newcastle United, die ihren Nachwuchstorwart auch weiter auszuleihen gedachten, aber letztlich scheiterten die Gespräche daran, dass mit Norwich City – einem weiteren Klub aus der drittklassigen Football League One – ein Konkurrent bereit dazu war, einen größeren Anteil von Forsters Gehalt zu übernehmen.
Bei den „Kanarienvögeln“ aus Norwich war Forster von Ende August 2009 bis zum Ende der Saison 2009/10 die „Nummer 1“. Dabei erwarb er sich schnell bei Mitspielern, Gegnern und dem eigenen Anhang einen guten Ruf. Auf dem Weg zur Drittligameisterschaft und dem damit verbundenen Aufstieg in die Football League Championship zeigte er zahlreiche Paraden, viele davon in wichtigen Momenten und entscheidenden Spielen. Besonders in „Eins-gegen-eins-Situationen“ zeigte er sich oft nervenstark und bei seinen 38 Ligaauftritten blieb er 18 Mal ohne Gegentreffer. Am Ende zeichneten ihn seine Mannschaftskameraden zum „Spieler des Jahres“ aus und bei der vereinsinternen Wahl belegte er den zweiten Platz.

### Celtic Glasgow
Nach diesem Erfolg kehrte Forster kurzzeitig zu den „Magpies“ zurück und wechselte am 24. August 2010 erneut auf Leihbasis – nun ging es zum schottischen Erstligisten Celtic Glasgow. Eine zentrale Rolle hatte dabei Norwichs Trainer Paul Lambert gespielt. Lambert, der früher selbst für Celtic aktiv gewesen war, empfahl Forster nachhaltig, die Chance bei diesem „großen Klub“ zu ergreifen, wenngleich er dadurch die eigenen Pläne zur möglichen Weiterbeschäftigung des Torhüters vereitelte. Unter Celtics Coach Neil Lennon debütierte Forster bereits am 29. August 2010 bei einem 1:0-Auswärtssieg gegen den FC Motherwell und mit Ausnahme von zwei Pokalpartien absolvierte er fortan sämtliche Partien bis zum Ende der Saison 2010/11. Damit hatte er auch die Nachfolge des 2010 nach Italien abgewanderten Artur Boruc angetreten und sich dabei gegen die Konkurrenten Łukasz Załuska und Dominic Cervi durchgesetzt. Gemeinsam mit Zaluska blieb er dazu in 23 Ligaspielen ohne Gegentor, womit Celtic den diesbezüglichen Rekord aus der Saison 2001/02 verbesserte. Erster Titel für Forster war mit Celtic der Gewinn des schottischen FA Cups 2011, nachdem er mit seinen neuen Kollegen in einem weiteren Duell mit Motherwell das Finale mit 3:0 gewonnen hatte. Gleichsam im Endspiel des Ligapokals (1:2 n. V.) und in der Meisterschaft (mit einem Punkt Rückstand) musste er sich hingegen mit dem zweiten Platz hinter dem Dauerrivalen Glasgow Rangers zufriedengeben. Forster kehrte Mitte 2011 nach Newcastle zurück, absolvierte dort einige Partien in der Vorbereitung und zählte beim ersten Ligaspiel der Saison 2011/12 gegen den FC Arsenal zu den Ersatzleuten. Kurz darauf sicherte sich Celtic seine Dienste für ein weiteres Jahr auf Leihbasis. Wenig später wiederum stand er im Play-off-Hinspiel der Europa League gegen den FC Sion (0:0) wieder in Glasgow auf dem Platz. Insgesamt bestritt er 47 Pflichtspiele und am Ende gewann er die erste schottische Meisterschaft in seiner Laufbahn. Sein Status als Stammtorhüter war mittlerweile unumstritten und einer der Höhepunkte war seine Elfmeter-Parade gegen Eggert Jónsson, wodurch er einen Sieg gegen Heart of Midlothian sicherte. Hatte Celtic zuvor noch die von Newcastle United ausgerufene Ablösesumme nicht aufbringen wollen, so zahlten sie nun Ende Juni 2012 die geschätzten zwei Millionen Pfund für Forsters Verpflichtung.
Nach der Unterzeichnung des Vierjahresvertrags katapultierte sich Forster endgültig auch in den internationalen Fokus. Speziell seine Leistung am 7. November 2012 gegen den FC Barcelona wurde vielfach gerühmt – nach dem überraschenden 2:1-Sieg für Celtic taufte ihn die spanische Zeitung Mundo Deportivo „La Gran Muralla“ (die „Große Mauer“). Eine Parade im Februar 2013 gegen den FC Dundee brachte ihm dazu die Auszeichnung der besten Rettungstat in der Ligasaison 2012/13, in der er den zweiten schottischen Meistertitel in seiner Laufbahn gewann, ein. Ebenfalls zum zweiten Mal errang er am 26. Mai 2013 durch einen 3:0-Finalsieg gegen Hibernian Edinburgh den schottischen FA Cup. Die nächsten Meilensteine lagen für Forster in der anschließenden Saison 2013/14 neben dem ersten A-Länderspiel für England gleichsam in der Champions League und in den heimischen Wettbewerben. Als er mit Celtic am 1. Oktober erneut auf „Barça“ traf, ging die Partie zwar mit 0:1 verloren, aber Forster hatte wieder mit einigen Abwehraktionen geglänzt. Beim 2:1-Heimsieg gegen Ajax Amsterdam kurz darauf hielt er einen sehr schwierigen, von Thulani Serero geschossenen Ball. In der britischen Presselandschaft und auch bei Trainer Lennon mehrten sich daraufhin die Spekulationen, die einen bevorstehenden Wechsel zu einem prominenten englischen Klub voraussagten – dazu zählten Manchester United und Manchester City. Anfang Februar 2014 brach er mit seinem elften gegentorlosen Ligaspiel in Serie den vormaligen „Uralt-Rekord“ von Charlie Shaw aus der Spielzeit 1921/22. Es folgten zwei weitere „Zu-Null-Partien“, bevor Forster nach 1.256 Minuten in der Partie gegen den FC Aberdeen (1:2) wieder ein Tor kassierte (die vormalige Bestmarke hatte Bobby Clark mit 1.155 Minute gehalten). Am Ende stand der Gewinn der dritten Meisterschaft in Serie und gemeinsam mit seinen Mannschaftskameraden Virgil van Dijk und Kris Commons wurde er in die Premiership-Mannschaft des Jahres (PFA Scotland Team of the Year) gewählt.

### FC Southampton
Nachdem Forster noch zu Beginn der Saison 2014/15 in der Champions-League-Qualifikation gegen Legia Warschau für Celtic zwischen den Pfosten gestanden hatte, wechselte er im August 2014 für einen geschätzten Ablösebetrag von zehn Millionen Pfund zurück in die englische Premier League zum FC Southampton, wobei 25 % der Summe dem Vorgängerklub Newcastle United zustanden. In seiner neuen Mannschaft, die sich überraschend gut in den oberen Tabellenregionen der Premier League bewegte, war er Teil einer außerordentlich stabilen Defensive. Er kassierte in 30 Ligaspielen nur 21 Gegentore und behielt insgesamt 14 Mal eine „weiße Weste“. Beim 2:0 gegen den FC Burnley rutschte er dann jedoch am 21. März 2015 nach einem Zusammenprall mit Sam Vokes derart unglücklich weg, dass er sich schwer an der Patellasehne verletzte. Nach einer Knieoperation wurde eine Verletzungspause von zwölf Monaten veranschlagt. Früher als erwartet nahm er bereits im November 2015 wieder das Training auf und am 13. Januar 2016 hielt er sich bei seinem Comeback gegen den FC Watford (2:0) schadlos. Auch in den anschließenden fünf Premier-League-Partien blieb er ohne Gegentor, bevor seine Serie nach 708 Minuten in der Partie gegen den FC Chelsea (1:2) ein Ende fand – aufgrund der guten Leistungen wurde er im Februar 2016 als Fußballer des Monats geehrt. Schließlich gelang Forster mit Southampton die Qualifikation für die Europa League und im Mai 2016 unterzeichnete er einen neuen Fünfjahresvertrag bis 2021. Im August 2019 wurde er für die Spielzeit 2019/20 an Celtic Glasgow verliehen. Mit Celtic gewann er die Meisterschaft und den Ligapokal.

### Tottenham Hotspur
Am 8. Juni 2022 wechselte der ablösefreie 34-Jährige zum Erstligisten Tottenham Hotspur. Nach drei Jahren verließ er den Verein.

### Englische Nationalmannschaft
Anfang Oktober 2012 berief Englands Trainer Roy Hodgson Forster erstmals in den Kader der A-Nationalmannschaft für die anstehenden WM-Qualifikationsspiele gegen San Marino und Polen. Es folgten weitere Nominierungen im November 2012 für das Freundschaftsspiel gegen Schweden, im März 2013 für weitere Pflichtspiele gegen San Marino und Montegro sowie Ende August 2013 gegen Moldawien und die Ukraine. Am 15. November 2013 debütierte Forster für England bei der 0:2-Niederlage im Freundschaftsspiel gegen Chile im Wembley-Stadion. Dabei wurde ihm bei den Gegentoren Schuldlosigkeit und eine insgesamt gute Leistung attestiert, mit der er weitere mögliche chilenische Tore vereitelt hatte. Nach der erfolgreichen Qualifikation für die WM-Endrunde 2014 in Brasilien nominierte ihn Hodgson am 12. Mai 2014 in den englischen Kader (gemeinsam mit Stammtorhüter Joe Hart und Ben Foster, der zwischen Mai 2011 und Februar 2013 bereits aus der Nationalmannschaft zurückgetreten war). Im Turnier selbst blieb er jedoch ohne eigenen Einsatz. Trotz einer schweren Verletzung im Jahr 2015 blieb Forster im Fokus der „Three Lions“ und die als sehr gut eingestuften Leistungen nach seinem Comeback im Frühjahr 2016 führten dazu, dass er auch für die Euro 2016 in Frankreich in den englischen Kader berufen wurde. Er blieb aber Ersatztorhüter und wurde nicht eingesetzt.

## Titel/Auszeichnungen
- Europa-League-Sieger: 2025
- Schottische Meisterschaft (4): 2012, 2013, 2014, 2020
- Schottischer Pokal (2): 2011, 2013
- Schottischer Ligapokal (1): 2020
- PFA Scotland Team of the Year (1): 2014
- Englands Fußballer des Monats (1): Februar 2016